# Мозельская долина
Мозельская долина (нем. Moseltal, фр. Vallée de la Moselle) занимает равнину вдоль русла Мозеля на северо-востоке Франции, юго-западе Германии и востоке Люксембурга.
На берегах Мозеля с XIX века производят всемирно известное белое вино. Благодаря живописному расположению виноградников (преимущественно засаженных рислингом) на крутых склонах речных берегов Мозельский винодельческий регион занимает видное место в туристическом бизнесе Люксембурга и Германии. Особенно значим винный туризм.
Почти все коммуны расположены вдоль реки Мозель. Самыми крупными городами с населением свыше двух тысяч человек являются Гревенмахер, Мондорф-ле-Бен и Ремих.